# Tochter meines Herzens
Tochter meines Herzens ist ein deutsches Melodram des Regisseurs Dietmar Klein aus dem Jahr 2003. In der Hauptrolle verkörpert Christine Neubauer die alleinerziehende Mutter Sabrina Maurer.

## Handlung
Sabrina Maurer lebt in Scheidung und erzieht die gemeinsame Tochter Laura alleine. Stefan, ihr Ex-Mann, hinterlässt bei Sabrina keine guten Erinnerungen, denn seinen Unterhaltsverpflichtungen kommt der hoch verschuldete Besitzer eines Fitnessstudios des Öfteren nur sehr schleppend nach.
Bei einer Zufallsbegegnung lernt Sabrina den Anwalt Robert Clajus kennen, der umgehend Sabrinas Tochter Laura in sein Herz schließt. Diese Zufallsbegegnung wird Sabrina helfen, denn noch wissen alle Protagonisten nicht, dass Laura gar nicht die leibliche Tochter ist. Weder von Stefan, noch von Sabrina. Ein Vaterschaftstest bringt die Wahrheit ans Licht: Laura wurde bei ihrer Geburt im Krankenhaus mit einem anderen Baby unabsichtlich vertauscht.
Bei all dem Trubel, der nun einsetzt, wird auch das Jugendamt auf den Fall aufmerksam. Es beginnt nun ein langer Kampf um die Zukunft von Laura, denn Sabrina steht nun von Amts wegen in Verdacht, ein Kind entführt zu haben. Das Jugendamt steckt Sabrina vorsorglich in Untersuchungshaft und Laura wird in einem Heim einquartiert. Nun kommt der Anwalt Robert ins Spiel, der es zwar schafft, Sabrina gegen eine Kautionszahlung aus der Untersuchungshaft herauszuholen, aber ob der zuständige Richter sich von Sabrinas Unschuld überzeugen lässt, steht noch in den Sternen.
Rechtsanwalt Robert, der sich in Sabrina verliebt hat, kämpft an ihrer Seite darum, dass Laura bei ihr bleiben kann.
Die Filmhandlung endet, indem die zuständige Richterin urteilt, dass Sabrina, obwohl sie nicht Lauras leibliche Mutter ist, das Sorgerecht zugesprochen bekommt. In ihrer Urteilsbegründung nennt sie den Umstand, dass sie erkannt hat, dass sich Laura bei Sabrina zu Hause fühlt.

## Erscheinungstermine und abweichende Filmtitel im Ausland
Tochter meines Herzens wurde am 26. September 2003 erstmals in der ARD ausgestrahlt. In Frankreich wurde das Melodram unter dem Titel La fille de mon coeur gesendet.

## Kritiken
Das Lexikon des internationalen Films konstatiert: „Melodramatischer Film, der die Frage stellt, ob sich die wahre Familie nach der Blutsverwandtschaft oder der jahrelang gewachsenen emotionalen Bindung definiert“.